# Haematopota albalinea
Haematopota albalinea är en tvåvingeart som beskrevs av Xu och Yin-Xia Liao 1985. Haematopota albalinea ingår i släktet Haematopota och familjen bromsar. Inga underarter finns listade i Catalogue of Life.